# Pontus Nordling

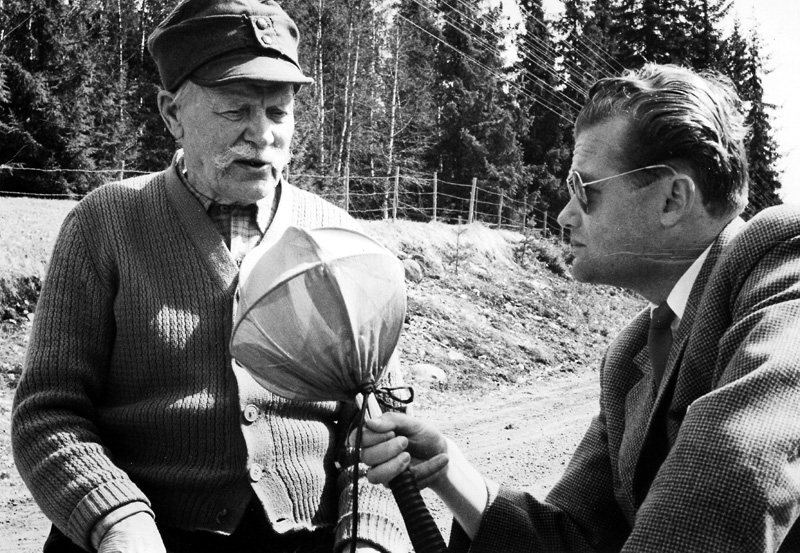
Pontus Nordling (t.h.) intervjuar Johannes Johansson Oinonen år 1957.

Pontus Michael Nordling, född 25 juli 1923 i Helsingfors, död 22 oktober 2022 i Helsingfors, var en finlandssvensk radiojournalist som arbetade i Rundradion flera decennier.
Nordling blev student 1942 från Borgå lyceum och efter kriget studerade en tid vid Helsingfors universitet. Han började sin journalistiska karriär i Studentbladet och fick uppdrag i Rundradion (YLE). Där var han programredaktör 1948–1962, chef för svenskspråkiga aktualitetsredaktion 1963–1968 och slutligen programchef 1972–1983. Efter pensioneringen fortsatte han över tio år som frilans i Rundradion (1983–1994). Nordling arbetade även som korrespondent för Expressen 1957–1961.
Nordling fick bl.a. YLE:s pris för bästa reportage 1955 och finska statens journalistpris 1993.
Pontus Nordlings föräldrar var kommunalläkare Ole Nordling och Karin f. Schauman, dotter till Borgå borgmästare August Schauman.